# Silenos Könyvkiadó
A Silenos Könyvkiadó magyarországi könyvkiadó cég, amelyet 2008-ban alapított egy testvérpár, Horváth Balázs és Horváth Kornél, azzal a szándékkal, hogy elsősorban zenei biográfiákat és kortárs ifjúsági regényeket jelentessenek meg a magyar piacon. Egyéb témákkal is jelentkeztek, például Stolmár Aladárnak a csernobili atomerőműról szóló könyve hiánypótlónak számít a témában.

## A Silenos Könyvkiadó által megjelentetett kötetek
Forrás: Magyar országos közös katalógus

### Zenei biográfiák
- Alessandro Robecchi: Manu Chao: Zene és szabadság. 2008. ISBN 9789630662826
- Ben Myers: Green Day: amerikai idióták és az új punkrobbanás. 2008. ISBN 9789630667678
- Kaththea Azzurra Rowland: Placebo : sebzetten és összetörve. 2009. ISBN 9789638852403
- Ben Myers: Muse: az univerzum lüktetése. 2010. ISBN 9789638852458
- Jeroen de Valk: Chet Baker: a lírai hangú jazztrombitás. 2010. ISBN 9789638852434
- Richard Carman: Robert Smith & The Cure: vágyak és vallomások. 2010. ISBN 9789638852465
- Kjell Mansson: Burzum: ördögi kör, avagy egy kortárs Loki mítosza. 2011. ISBN 9789638852496
- Trevor Baker: Dave Gahan: Depeche Mode : születés és feltámadás. 2011. ISBN 9789638940704
- Martin James: Dave Grohl: Nirvana, Foo Fighters és egyéb kalandok. 2011. ISBN 9789638940711
- Dudich Ákos: Pótolhatatlan halhatatlanság!: a Vágtázó Halottkémek életereje. 2011. ISBN 9789638852489
- Mark Eglington: James Hetfield: a Metallica farkasa. 2012. ISBN 9789638940759
- Joel McIver: Queens of the Stone Age: senki sem tudja. 2013. ISBN 9789638940773
- Ramón Chao: A jég és a tűz vonata: a Mano Negra Kolumbiában. 2013. ISBN 9789638940742
- Joel McIver: Rage Against the Machine: frontvonalban. 2014. ISBN 9789638940797
- Dudich Ákos: Szabálytalan beszélgetések Prieger Zsolttal. 2015. ISBN 9786158035606
- Rex Brown – Mark Eglington: A Pantera igaz története belső szemmel. 2022. ISBN 9786155899164

### Ifjúsági regények (Pánik könyvek sorozat), Blogkönyvek
- Sass Henno: Itt jártam: az első letartóztatás. 2010. ISBN 9789638852441
- Tom Naegels: Válófélben. 2011. ISBN 9789638852472
- Tomasz Piatek: Heroin. 2012. ISBN 9789638940735
- Nyelvész Józsi: Szlengblog: ha érted, hogy mondom. 2009. ISBN 9789638852427
- Bihari Viktória: Tékasztorik. 2013. ISBN 9789638940728

### Egyéb
- Kerékgyártó György – Szűcs József: Nagyon komoly zenei kalauz. 2009. ISBN 9789638852410
- Stolmár Aladár: Az én Csernobilom: mi a gond az atomerőművekkel? 2009. ISBN 9789630668880
- Felhőjáró Baksa-Soós Attila: Rocklitera: volume 02. 2012. ISBN 9789638940766
- Baksa-Soós Attila: Szikvíz a tengerben. 2013. ISBN 9789638940780